# Triteleia dagavia
Triteleia dagavia är en stekelart som beskrevs av Mikhail Vasilievich Kozlov och Lê 1994. Triteleia dagavia ingår i släktet Triteleia och familjen Scelionidae. Inga underarter finns listade i Catalogue of Life.